# Köcher (Mathematik)
In der Mathematik bezeichnet ein Köcher (englisch Quiver) einen gerichteten Graphen, d. h., ein Köcher {\displaystyle Q} besteht aus einer Menge {\displaystyle Q_{0}} von Punkten und einer Menge {\displaystyle Q_{1}} von Pfeilen sowie zwei Abbildungen {\displaystyle s,t:Q_{1}\rightarrow Q_{0}}, die jedem Pfeil seinen Startpunkt (s für source) und seinen Zielpunkt (t für target) zuordnen.
Die Bezeichnung eines gerichteten Graphen als Köcher ist vor allem in der Darstellungstheorie und Kategorientheorie üblich. In letzterer sind Köcher als die zugrundeliegenden Strukturen von Kategorien von Bedeutung; es gibt einen Vergissfunktor von der Kategorie aller kleinen Kategorien in die Kategorie aller Köcher, und einen dazu linksadjungierten Funktor der jedem Köcher eine davon frei erzeugte Kategorie zuordnet.

## Darstellung eines Köchers
In der Darstellungstheorie besteht eine Darstellung eines Köchers {\displaystyle Q} aus einer Familie {\displaystyle \left\{V(i):i\in Q_{0}\right\}} von Vektorräumen und einer Familie {\displaystyle \left\{(V(a):V(i)\rightarrow V(j)):(a:i\rightarrow j)\in Q_{1}\right\}} von Vektorraumhomomorphismen. Die Vektorräume sollen dabei solche über einem fest gewählten Körper sein.
Ein Morphismus, {\displaystyle f:V\rightarrow V'} zwischen zwei Darstellungen eines Köchers {\displaystyle Q} ist eine Familie linearer Abbildungen {\displaystyle \left\{f(i):V(i)\rightarrow V'(i):i\in Q_{0}\right\}}, so dass für jeden Pfeil {\displaystyle a\in Q_{1}} von {\displaystyle i} nach {\displaystyle j} gilt: {\displaystyle V'(a)f(i)=f(j)V(a)}. 
Mit Hilfe dieser Definitionen bilden die Darstellungen eines Köchers eine Kategorie. In dieser ist ein Morphismus {\displaystyle f=\left\{f(i):V(i)\rightarrow V'(i):i\in Q_{0}\right\}} genau dann ein Isomorphismus, wenn {\displaystyle f(i)} für jeden Punkt {\displaystyle i} des Köchers invertierbar ist. 

### Beispiel
{\displaystyle V_{1}{\overset {f}{\longrightarrow }}V_{2}}
Darstellung eines Köchers mit zwei Vektorräumen {\displaystyle V_{1},V_{2}} und einem Vektorraumhomomorphismus {\displaystyle f\colon V_{1}\to V_{2}}.

### Eigenschaften
Mit {\displaystyle \left|Q\right|} wird der dem Köcher {\displaystyle Q} zugrunde liegende ungerichtete Graph bezeichnet (d. h. anschaulich einfach: man macht die Pfeile zu Kanten). Ein Köcher heißt zusammenhängend, wenn der zugrunde liegende ungerichtete Graph zusammenhängend ist.
Eine Darstellung eines Köchers heißt zerlegbar, wenn sie entweder trivial ist (d. h. nur aus Nullvektorräumen und Nullmorphismen besteht) oder wenn sie als direkte Summe zweier nicht-trivialer Unterdarstellungen geschrieben kann. Andernfalls heißt die Darstellung unzerlegbar.
Ein Köcher ist von endlichem Darstellungstyp, wenn er bis auf Isomorphie nur endlich viele unzerlegbare Darstellungen hat.

### Satz von Gabriel
Ein zusammenhängender Köcher {\displaystyle Q} ist genau dann von endlichem Darstellungstyp, wenn {\displaystyle \left|Q\right|} ein Dynkin-Diagramm vom Typ {\displaystyle A_{n},D_{n},E_{6},E_{7}} oder {\displaystyle E_{8}} ist (Pierre Gabriel 1972).

### Auslander-Reiten-Theorie
Zu einer endlich-dimensionalen {\displaystyle K}-Algebra über einem Körper {\displaystyle K} kann ein sogenannter Auslander-Reiten-Köcher definiert werden, wobei die Punkte des Köchers die Isomorphieklassen unzerlegbarer Moduln der {\displaystyle K}-Algebra und die Pfeile sogenannte irreduzible Abbildungen zwischen den Moduln sind. Die Auslander-Reiten-Theorie führt damit schließlich Methoden der Homologietheorie in die Darstellungstheorie von Köchern ein.